# Frau Watanabe
Frau Watanabe (japanisch ミセスワタナベ; aus „Frau“ und „Watanabe“ (japanisch 渡辺), einem gebräuchlichen japanischen Nachnamen; bzw. englisch Mrs. Watanabe) ist eine Personifizierung der japanischen Hausfrauen-Spekulanten, die stark genug sind, um die internationalen Märkte, insbesondere die Devisenmärkte, zu beeinflussen.
Inzwischen hat sich der Begriff auf Kleinanleger im Allgemeinen erweitert.
Zur berühmtesten „Mrs. Watanabe“ zählt Mayumi Torii, die einen Trader-Club gegründet hat, den „FX Beauties Club“.